# Santa Rosa de Arisiachi
Santa Rosa de Arisiachi är en ort i Mexiko.   Den ligger i kommunen Guerrero och delstaten Chihuahua, i den nordvästra delen av landet, 1 300 km nordväst om huvudstaden Mexico City. Santa Rosa de Arisiachi ligger 1 867 meter över havet och antalet invånare är 466.
Terrängen runt Santa Rosa de Arisiachi är huvudsakligen kuperad, men den allra närmaste omgivningen är platt. Santa Rosa de Arisiachi ligger nere i en dal. Runt Santa Rosa de Arisiachi är det mycket glesbefolkat, med 7 invånare per kvadratkilometer. Närmaste större samhälle är Arisiachi, 6,5 km öster om Santa Rosa de Arisiachi. Omgivningarna runt Santa Rosa de Arisiachi är i huvudsak ett öppet busklandskap.